# Allium dasyphyllum
Allium dasyphyllum är en amaryllisväxtart som beskrevs av Aleksei Ivanovich Vvedensky. Allium dasyphyllum ingår i släktet lökar, och familjen amaryllisväxter. Inga underarter finns listade i Catalogue of Life.